# Antiblemma deois
Antiblemma deois är en fjärilsart som beskrevs av William Schaus 1914. Antiblemma deois ingår i släktet Antiblemma och familjen nattflyn. Inga underarter finns listade i Catalogue of Life.